# Карзово (Псковська область)
Карзово (рос. Карзово) — присілок в Дновському районі Псковської області Російської Федерації.
Населення становить 5 осіб. Входить до складу муніципального утворення Іскровська волость.

## Історія
Від 2015 року входить до складу муніципального утворення Іскровська волость.

## Населення
| 2001 | 2002 | 2010 |
| ---- | ---- | ---- |
| 6    | ↘3   | ↗5   |